# 英国アカデミー賞 助演女優賞
英国アカデミー賞 助演女優賞（BAFTA Award for Best Actress in a Supporting Role）は、1968年から授与されている。

## 受賞者

### 1960年代
- 1968年 ビリー・ホワイトロー:『密室の恐怖実験』『Charlie Bubbles』
- 1969年 セリア・ジョンソン:『ミス・ブロディの青春（英語版）』

### 1970年代
- 1970年 スザンナ・ヨーク:『ひとりぼっちの青春』
- 1971年 マーガレット・レイトン:『恋』
- 1972年 クロリス・リーチマン:『ラスト・ショー』
- 1973年 ヴァレンティナ・コルテーゼ:『映画に愛をこめて アメリカの夜』
- 1974年 イングリッド・バーグマン:『オリエント急行殺人事件』
- 1975年 ダイアン・ラッド:『アリスの恋』
- 1976年 ジョディ・フォスター:『タクシードライバー』『ダウンタウン物語』
- 1977年 ジェニー・アガター:『エクウス』
- 1978年 ジェラルディン・ペイジ:『インテリア』
- 1979年 レイチェル・ロバーツ:『ヤンクス』

### 1980年代
- 1982年 ロヒニ・ハタンガディ:『ガンジー』、モーリン・ステイプルトン:『レッズ』
- 1983年 ジェイミー・リー・カーティス:『大逆転』
- 1984年 リズ・スミス:『最強最後の晩餐』
- 1985年 ロザンナ・アークエット:『マドンナのスーザンを探して』
- 1986年 ジュディ・デンチ:『眺めのいい部屋』
- 1987年 スーザン・ウールドリッジ:『戦場の小さな天使たち』
- 1988年 ジュディ・デンチ:『ハンドフル・オブ・ダスト』
- 1989年 ミシェル・ファイファー:『危険な関係』

### 1990年代
- 1990年 ウーピー・ゴールドバーグ:『ゴースト/ニューヨークの幻』
- 1991年 ケイト・ネリガン:『恋のためらい/フランキーとジョニー』
- 1992年 ミランダ・リチャードソン:『ダメージ』
- 1993年 ミリアム・マーゴリーズ:『エイジ・オブ・イノセンス/汚れなき情事』
- 1994年 クリスティン・スコット・トーマス:『フォー・ウェディング 』
- 1995年 ケイト・ウィンスレット:『いつか晴れた日に』
- 1996年 ジュリエット・ビノシュ:『イングリッシュ・ペイシェント』
- 1997年 シガニー・ウィーバー:『アイス・ストーム』
- 1998年 ジュディ・デンチ:『恋におちたシェイクスピア』
- 1999年 マギー・スミス:『ムッソリーニとお茶を』

### 2000年代
- 2000年 ジュリー・ウォルターズ:『リトル・ダンサー』
- 2001年 ジェニファー・コネリー:『ビューティフル・マインド』
- 2002年 キャサリン・ゼタ＝ジョーンズ:『シカゴ』
- 2003年 レネー・ゼルウィガー:『コールド マウンテン』
- 2004年 ケイト・ブランシェット:『アビエイター』
- 2005年 タンディ・ニュートン:『クラッシュ』
- 2006年 ジェニファー・ハドソン:『ドリームガールズ』
- 2007年 ティルダ・スウィントン:『フィクサー』
- 2008年 ペネロペ・クルス:『それでも恋するバルセロナ』
- 2009年 モニーク:『プレシャス』

### 2010年代
- 2010年 ヘレナ・ボナム＝カーター:『英国王のスピーチ』
- 2011年 オクタヴィア・スペンサー:『ヘルプ 〜心がつなぐストーリー〜』
- 2012年 アン・ハサウェイ:『レ・ミゼラブル』
- 2013年 ジェニファー・ローレンス:『アメリカン・ハッスル』
- 2014年 パトリシア・アークエット: 『6才のボクが、大人になるまで。』
- 2015年 ケイト・ウィンスレット: 『スティーブ・ジョブズ』
- 2016年 ヴィオラ・デイヴィス: 『フェンス』
- 2017年 アリソン・ジャネイ: 『アイ,トーニャ 史上最大のスキャンダル』
- 2018年 レイチェル・ワイズ: 『女王陛下のお気に入り』
- 2019年 ローラ・ダーン: 『マリッジ・ストーリー』

### 2020年代
- 2020年 ユン・ヨジョン:『ミナリ』
- 2021年 アリアナ・デボーズ:『ウエスト・サイド・ストーリー』
- 2022年 ケリー・コンドン:『イニシェリン島の精霊』
- 2023年 ダヴァイン・ジョイ・ランドルフ:『ホールドオーバーズ 置いてけぼりのホリディ』
- 2024年 ゾーイ・サルダナ: 『エミリア・ペレス』